# Den ufuldendte
Den ufuldendte er en dansk kortfilm fra 1991, der er instrueret af Nikolai Østergaard.

## Handling
En ung mand opsøger sin mor, for at få historien om faderen en gang til. Sømandsfaderen, der døde i rum sø, da sønnen var dreng. Filmen skildrer sønnens oplevelse af erindring og opgøret med løgn og svigt i familien.